# ソユーズTM-15
ソユーズTM-15 (Союз ТМ-15 / Soyuz TM-15) は、宇宙ステーション・ミールへの往来を目的とした、15回目の有人ミッションである。コールサインは「ロドニーク（泉）」。フランス人の宇宙飛行士が参加した。

## 乗組員

### 打上げ時
- アナトリー・ソロフィエフ (3) -  ロシア
- セルゲイ・アヴデエフ (1) -  ロシア
- ミシェル・トニーニ (1) -  フランス

### 帰還時
- アナトリー・ソロフィエフ (3) -  ロシア
- セルゲイ・アヴデエフ (1) -  ロシア

## ミッションハイライト
ミシェル・トニーニは、宇宙ステーションを訪れた3人目のフランス人となった。彼はプログレスMで運ばれた300kgの装置を使って10の実験を行った。トニーニはロシアとフランスの宇宙開発での協力の一環として2週間宇宙に滞在し、ソユーズTM-14で地球へ帰還した。